# Länsväg 392
De Länsväg 392 is een weg in Zweden die twee stedelijke gebieden met elkaar verbindt. Het begin/eindpunt in het noorden wordt gevormd door het dorp Pajala; het begin/eindpunt in het zuiden is Nybyn waar de weg kruist met de Riksväg 98. Deze rijksweg sluit aan op de Europese weg 10.
De weg voert grotendeels door dunbevolkt gebied en kent alleen nog in Korpilombolo een groot dorp waardoor het heen voert. Kleinere dorpen zijn Teurajärvi en Ohtanajärvi. De weg is ongeveer 116 kilometer lang.
Het traject Korpilombolo – Pajala was vroeger weg 393.

## Plaatsen langs de weg
- Pajala
- Korpilombolo
- Pääjärvi
- Pentäsjärvi
- Pimpiö
- Ohtanajärvi
- Jockfall
- Rödupp
- Nybyn
- Tallvik
- Överkalix

## Knooppunten
- Riksväg 99 bij Pajala (begin)
- Riksväg 98: gezamenlijk tracé, vanaf Nybyn tot Tallvik/Överkalix (einde)